# Фернандес, Пеке
Жера́р Ферна́ндес Кастелья́но (исп. Gerard «Peque» Fernández Castellano; род. 4 октября 2002, Оспиталет) — испанский футболист, нападающий клуба «Севилья».

## Клубная карьера
Фернандес — воспитанник клуба «Корнелья». В 2018 году он дебютировал за основной состав. В 2019 году игрок подписал контракт с «Барселоной», где начал выступать за дублирующий состав. 9 февраля 2020 года в матче против дублёров «Вильярреала» он дебютировал за дубль. В 2022 году Фернандес перешёл в сантандерский «Расинг». 20 августа в матче против «Гранады» он дебютировал в Сегунде. 15 апреля 2023 года в поединке против «Сарагосы» Пеке забил свой первый гол за «Расинг». В сезоне 2023/2024 игрок забил 18 мячей и занял второе место в среди лучших бомбардиров чемпионата.
Летом 2024 года Фернандес перешёл в «Севилью», заключив контракт на четыре года. Сумма трансфера составила 4 млн евро. 16 августа в матче против «Лас-Пальмас» он дебютировал в Ла Лиге.